# Sainte-Beuve-en-Rivière

Sainte-Beuve-en-Rivière este o comună în departamentul Seine-Maritime, Franța. În 1 ianuarie 2022 avea o populație de 175 de locuitori.